# Geoffrey Unsworth
Geoffrey Unsworth, född 1914, död 1978, var en brittisk filmfotograf. Han vann en Oscar för bästa foto för Cabaret och postumt för Tess.

## Filmografi (i urval)
- 1943 – Det började i Berlin
- 1946 – Störst är kärleken
- 1949 – Blå lagunen
- 1960 – Kärlek i Hongkong
- 1961 – Knacka inte – kom bara!
- 1964 – Becket
- 1968 – År 2001 – ett rymdäventyr
- 1970 – Cromwell
- 1972 – Cabaret
- 1972 – Alice i Underlandet
- 1974 – En drottning abdikerar
- 1974 – Zardoz
- 1974 – Mordet på Orientexpressen
- 1975 – Den Rosa Pantern kommer tillbaka
- 1977 – En bro för mycket
- 1978 – Superman – The Movie
- 1979 – Tess
- 1979 – Det stora tågrånet

## Priser och utmärkelser
- BAFTA Award för bästa foto, för Becket,  1965[3]
- BAFTA Award för bästa foto, för År 2001 – Ett rymdäventyr,  1969[4]
- BAFTA Award för bästa foto, för Alice i Underlandet och Cabaret,  28 februari 1973[5]
- Oscar för bästa foto, för Cabaret,  27 mars 1973[6]
- BAFTA Award för bästa foto, för En bro för mycket,  16 mars 1978[5]
- Oscar för bästa foto, för Tess, med  Ghislain Cloquet,  31 mars 1981[7]
- BAFTA Award för bästa foto, för Tess, med  Ghislain Cloquet,  18 mars 1982[5]
- Officer av Brittiska imperieorden

[Redigera Wikidata]